# パルヴィーン・エーテサーミー

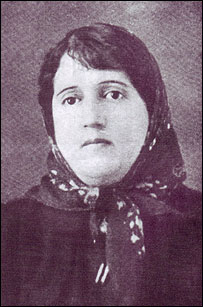
パルヴィーン・エーテサーミー

パルヴィーン・エーテサーミー（پروین اعتصامی, Parvīn E'tesāmī, 1907年3月16日 - 1941年4月5日）は、イラン立憲革命後の女流現代詩人。タブリーズの名家に生まれる。イランでは10世紀のラービア･グズダーリー､12世紀のマフサティー､19世紀のクッラトル･アインと並ぶ20世紀における最大の女流詩人として、ペルシア4大女流詩人の一人に数えられている。
立憲革命後のイランにおいて､30年余りという短い生涯にもかかわらず豊富な見識により多くの優れた詩群を創作し令名を馳せた女流詩人であり､女性が社会の表舞台に現れるということが極めて稀なイスラム社会において彼女ほどイラン国民に広く愛され､現代ペルシア文学において重要な位置を占めるに至った女性は他に例を見ない。
パルヴィーンが生まれた1907年は、前年にイラン国内で立憲革命が起こり､第1次立憲制が開始されイラン初の憲法が発表された年であった。
ナースル･ウッディーン･シャー→ムザッファル･ウッディーン･シャー→ムハマンド･アリー･シャーと続いたガージャール朝末期の政策､特に西欧資本主義国に対する重大な利権の供与やシャー(王)による多額の外債･租税の増大といった国家と国民の利益を無視したやり方に起因するシャー(王)に対する反感の噴出がこの革命の性格であり､イランにおける最大規模の国民運動であった。
日露戦争でのロシアの敗退とその後のロシア国内における立憲制の確立はイラン国民を刺激し､当時イラン国内に出現した革新思想家アフガーニーことサイィッド･ジャマールッディーンに指導された立憲革命はムハマンド･アリー･シャーによる「小専制 استبداد صغیر ‍Estebdād-e ṣaghīr」と呼ばれていた反動政策を克服し､旧来の専制君主制から立憲君主制へと新生イランを成立せしめた。
この後約20年間､イランは欧米帝国主義の産物たる第一次世界大戦の戦場と化し､当時の愛国主義を抱いた詩人は多くの反帝国主義詩を発表しつつあった。そのような時代はパルヴィーンにとっては彼女の父や学校による教育の時期であった。パルヴィーンは就学前はペルシア､アラビアの両文学について父から手ほどきを受け､父のもとに集まってくる知識人から様々な知識を吸収した。彼女の家は当時､父の友人である文学者､学者や弁士たちの集うサロンのような場となり､父と同様､一般的に人前に出るのを嫌った彼女もそのような場では熱心に議論を交わすこともあったという。また､幼いながら見事な詩を読むパルヴィーンに周囲の人々は驚嘆したものであった。
その後､パルヴィーンはアメリカ系の女学校(Iran Bethel)で学び､1924年そこを卒業した。パルヴィーンにとってこの学校で学んだということは後の彼女の考え方や思想の形成に大きな影響を与えたということができよう。この学校は､当時としてはかなり充実した教育カリキュラムを備えており､イランの現代詩人たちのなかでもパルヴィーンほどその幼少時代にこのような恵まれた教育を受けたものは稀である。
この女学校の卒業記念講演として､パルヴィーンは「女と歴史 زن و تاریخ Zan o tārīkh」と題する講演を行った。書簡等の散文による文書がパルヴィーンにはあまり残されてはいないため､この講演録は彼女の手による数少ない散文として貴重であるばかりでなく､彼女の女性の地位向上に対する考え方がどのようなものであったのか、また､若き日のパルヴィーンの思考様式などがうかがい知れてとても興味深い資料となっている。この講演録の冒頭に述べられている人類の文化の発展における印刷技術の必要性に関する叙述からも明らかなように､パルヴィーンの言葉の中には父ユースフ･エーテサーミーの影が色濃く､文体においてもユースフ･エーテサーミーのそれと酷似しているところがあり､彼の手によってこの講演の草稿に修正が加えられたことは明らかである。しかし､全体的には女性らしい考え方で､女性の立場に立った発言であるということができよう。ここで述べられている彼女の女性解放に対する考え方は､そのまま詩に反映し､同時代､及び後世の知識人や詩人に影響を及ぼしていくのである。ちょうどこの時期より、レザー･シャーはそういった知識人たちの近代化への要求の声を背景に、さまざまな政策の実施にのり出した。その中でも、最も重要であったのが、社会・教育改革であった。
社会改革は主に、イランの近代化を妨げてきたシーア主義というイスラム宗教色を緩和するさまざまな改革が断行されたが、その中でも最も注目されるものが、チャードル「چادر」着用の禁止を軸とする女性の地位向上の政策であろう。イラン人女性は､イスラム教の教義に基づく習慣として､夫､その他､極めて狭い範囲の男性近親者以外の前に､婦女子が顔を表すことを禁じていたことにより､外出時には､顔､頭､身体の全部を覆い隠すチャードルを着用してきたのであったが､こういった女性隔離の風習が､国家の近代化を妨げる要因として､1936年に廃止されるにいたったのである。パルヴィーンは王(シャー)のこの政策を絶賛し､次の詩を作詩した。
خسروا　دست　توانای　تو آسان　کرد　کار ورنه　در　این　کار　سخت　امید　آسانی　نبود
شه نمیشد گردرین گم گشثه کشپی ناخدای ساحلی پیدا از این دریای طوفانی نبود
パルヴィーンは、学校を卒業して10年後の1934年に父のいとこと結婚し、ケルマーン・シャー(کرمانشاه)の夫の家に嫁いだが、結婚による拘束に嫌気がさして、2ヶ月半後には夫のもとからテヘランの父の家に戻り、その後わずか1年余りで離婚してしまった。彼女は、結婚における失敗について、その後語ることはなかったが、西欧式教育を受け、近代的な思想を備えた彼女が、イランの伝統的な家庭に溶けこめなかったのは、次の詩からも明らかである。
ای گل ثوز خمعیت گلزار چه دیدی جز سرزنش و بدسری خار چه دیدی
ای لعل دل افروز تو بااینهمه پوتو جزمشتری سقله ببازار چه دیدی
رفتی به چمن لیگ قفس گثت نصیبت غیرازقفس،ای مرغ گرقتار چه دیدی
パルヴィーンを是非､王妃の家庭教師にという王(شاه)の意向を受けて､1938年にイラン教育省は､学位3等を授けて彼女を王室にむかえようとしたが､彼女は､「私よりもこの任を受けるのにふさわしい者がたくさんいるはず」という理由でそれを拒否した。
1941年にパルヴィーンは、全く突然の死にみまわれた。彼女の兄のアブール・ファトフ・エーテサーミーによると、当時彼女が患った病気に対する医師の治療ミスが原因で彼女は死にいたったとされているが、彼女の死に関してはっきりしたことはわかっていない。彼女の遺体は､当時王(شاه)の新しい宮廷がおかれたコムにあった一族の墓地の父の墓の横に埋葬された。
パルヴィーンの墓石には､生前彼女が墓碑銘のためにしたためておいた"重い墓石(لوح سنگین)"と題する以下の詩が刻まれている。

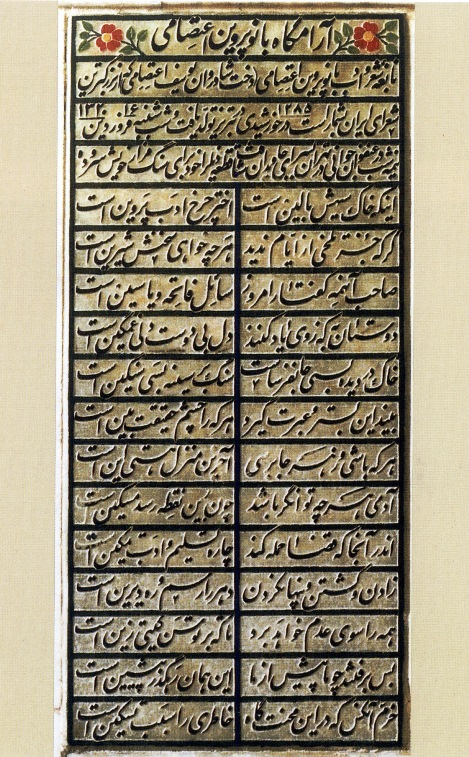
パルヴィーン・エーテサーミーの墓碑銘

اينکه خاک سیهش بالین است  اختر چرخ ادب پروین است
گر چه جز تلخی از ایام ندید  هر چه خواهی سخنش شیرین است
صاحب آنهمه گفتار امروز  سائل فاتحه و یاسین است
دوستان به که ز وی یاد کنند  دل بی دوست دلی غمگین است
خاک در دیده بسی جان فرساست  سنگ بر سینه بسی سنگین است
بیند این بستر و عبرت گیرد  هر که را چشم حقیقت بین است
هر که باشی و زهر جا برسی  آخرین منزل هستی این است
آدمی هر چه توانگر باشد  چو بدین نقطه رسد مسکین است
اندر آنجا که قضا حمله کند  چاره تسلیم و ادب تمکین است
زادن و کشتن و پنهان کردن  دهر را رسم و ره دیرین است
خرم آن کس که در این محنت‌گاه  خاطری را سبب تسکین است
最後に、パルヴィーンの人柄にふれるならば、次の一言に尽きると言えよう。
کم سخن میگفث و بیشتر فکر میکرد
(Parvin was the model of plain living and high thinking)
この言葉は、パルヴィーン・エーテサーミーという女流詩人を語るときには必ずといっていいほど引き合いに出されるのであるが、このような彼女に対する評価は、その死後イラン国内各地で開かれた彼女の追悼会や文学シンポジウムの中で確立されていったのである。
彼女が卒業し、教鞭をとった母校で行われた追悼会の席上、そこの校長で、学校の創設者でもあるシュラー(S.chuller)は、パルヴィーンを次のように評価している。
「パルヴィーン・エーテサーミーについて語り、彼女の貴さについて物申そうとする者は、その人自身、詩人である必要があります。が、私は詩人ではありません。しかし、私はパルヴィーンが本校で学んでいるときも、また、学業を終了し、教鞭をとっているときも、その学校の校長という特別な責任を負うていました。パルヴィーンは、本校への入学当初から豊富な知識を備えていたとはいえ、生来の謙虚な資質も手伝って、自分の手の届く範囲におかれた新たな課題に対しては、その獲得に熱意をもって取り組みました。パルヴィーンは概して、あらゆる学問の事柄に対して興味を示し、色々な知識を習得しようと
努めました。その当時、学校の女子たちの多くが、アメリカの女子学生との文通を行っていましたが、誰もそれが長続きはしませんでした。そんな中で、ただパルヴィーンのみが、いわば彼女の知識の仲間を広げる手段というべき文通を、アメリカの友人と長年絶えることなく自身の晩年迄続けました。この才ある女性の際立った天性はともかく、何よりも魅力的であったのは、彼女の誠実さと明白さであります。また彼女は周囲の者たちに見せかけの友情というものを要求しませんでした。そして、彼女自身、いつも何か思索にふけっているようでした。イラン人に言わせれば、パルヴィーンの心は明るく澄んだ鏡でした。そこには彼女の真の姿が映っていたのです。パルヴィーンと、彼女によって成された人生の意味と目的の理解は決して忘れられることはないでしょう。」
また、パルヴィーンと親しかった友人の一人であるソルール・メヘキャメ・マフサスは、パルヴィーンの人格について次のように書いている。
「パルヴィーンは清い性格と清い思想を備え、上品で、温厚で、品行方正で、自分の愛する友達に対して友情の上では控えめでこそはあったが、正義と愛情の面では誠実性を示した。彼女はこのように、概して賢明さを示し、口数少なく、その分考えることをした。社会の中に静かに溶け込み、自制心を失うことはなかった。決して自らの文学の秀逸性や人格上の美徳を吹聴するようなことはせず、このようなパルヴィーンの安らかさや静けさが、時に狭量な人々に彼女の文学的美点や道徳性についての嫌疑を抱かせもした。が、一貫してパルヴィーンは完全性と美徳を備え続けていた。
彼女は天使(ミーカーイル ميكائيل)のようにこの世に生まれ、天使(イズラーイール عزرائيل)のように去っていったのである。｣
パフラヴィー体制下の新生イランは、国内の婦人の地位を飛躍的に向上させ、彼女たちは外被(チャードル: چادر) を完全に脱ぎ捨て、大胆に公衆の面前にその姿を現し、日常生活においても、男性と並んで練り歩く迄になった。詩の分野に於いても数人の女流詩人が登場し、世評を博した。パルヴィーンはそういった人たちの中で最も令名を謳われたといえよう。
彼女は、アメリカン・スクールで教育を受けはしたものの、東洋人女性の特質を失うことはなかった。彼女は慎み深く、内気であった。彼女は、当時の女性解放運動には全く参画しなかった。多数の女性の地位の向上は、彼女とは異なる階層の人の活動に委ねるべきだという考えを彼女が持っていたためである。
彼女は完成されたイラン学者であり、英文学にも精通していた。彼女は早くから詩をつくり始めた。彼女の詩が、父の編集した『バハール:بهار』に初めて載ったとき、それを読んだ人々は、それが男性の詩人の作詞かと作詩かと思ったという。次のキタ(断片詩)によって、彼女は作詩者が実は女性であることを明らかにした。
از غبار فکر باصل پاک باید ذاشت ذل
تانداند دیوکاین آعینه جای گرذ نیست
مرد پندارند پروین را چه برخی زاهل فظل　
این معما گفته نیکوتر که پروین مرد نکست　　　　　　　　　
約五千句を含む彼女の詩集の初版は、1935年にテヘラーンで出版された。出版は、父ユースフ・エーテサーミーの手で印刷まで全てが行われた。実際のところ、もう少し早い時期にパルヴィーンの作品は詩集としてまとめられていたのだが、その中にはさきに取り上げた自らの結婚生活を悔やむ詩が含まれていたので、パルヴィーンの離婚を待って出版が行われた訳である。序文はM.バハールによって書かれ、彼は彼女の『涙の旅( سفاره اشک)』ひとつとりあげるだけでも、彼女をペルシア詩人のトップ・ランクに位置付けることが可能であるとしている。
　　　　　　　　　　　　　　　　　　　　　　　　　　　　　سفاره اشک
　　　　　　　　　　　　　　　　　　　　　　　　　　　　　اشک طرف دیده را گردید و رفت
(In an eye a teardrop was welling,then it departed;)
　　　　　　　　　　　　　　　　　　　　　اوفتاد آهسته و غلتید و رفت　
slowly it rolled,gently dropping,then, it departed.)　　　　　
　　　　　　　　　　　　　　　　　　　　　　　　　　　　　　　بر سپهر تیره هستی دمی
(Upon the dark firmament of existence,
　　　　　　　　　　　　　　　　　　　　چون ستاره روشنی بخثد و رفت
it twinkled like a star that begun shining...then it departed.)
　　　　　　　　　　　　　　　　　　　　　　　　　　　　　　گرچه دریای وجودش جای بود
(In the sea of being it had taken its place and yet it
　　　　　　　　　　　　　　　　　　عاقبت یکقصاره خون نوشید و رفت
only a drop of blood was taking...then it departed.)
　　　　　　　　　　　　　　　　 　　　　　　　　　　　　　گشت اندر چشمه خون ناپدید
(In the fountainhead of blood it was hiding itself...
　　　　　　　　　　　　　　　　　　　قیمت هر قطره را سنجید و رفت
the value of every drop weighing, then it departed.)
　　　　　　　　　　　　　　　　　　　　　　　　　　　　　　من چو از جور فلک بگریستم
(When at the cruelty of Heaven I began weeping...
　　　　　　　　　　　　　　　　　　　بر من و بر گریه ام خندید و رفت
it laughed at me and my weeping,then it departed.)
　　　　　　　　　　　　　　　　　　　　　　　　　　　　　　رنجشی ما را نبود اندر میان
(We had no ill-feeling between us.
　　　　　　　　　　　　　　　　　　　کس نمید اند چرا رنجید و رفت　
No one knows Why so offended it was feeling...then it departed.)
　　　　　　　　　　　　　　　　　　　　　　　　　　　　　　　تا در از اندوه،گرد آلود گثت
(The moment that sorrow was staining my heart,
　　　　　　　　　　　　　　　　　　　　دامن پاکیزه را برجید و رفت
its white skirts it was gathering,then it departed.)
　　　　　　　　　　　　　　　　　　　　　　　　　　　　　مرج و سیل و فتحه و آثوب خاست
(A wave of fear and trouble and confusion rose up:
　　　　　　　　　　　　　　　　  　بحر،طوفانی شد و تر رسید و رفت
storm took sea:it was trembling,then it departed!)
　　　　　　　　　　　　　　　　　　　　　　　　　　　　　　　همچو شبنم در گلستان وجود
(And one drop of dew in the garden of this life;
　　　　　　　　　　　　　　　　　　　بر گلل رخساره ای تابید و رفت
on a rosy cheek it was glistening,then it departed.)
　　　　　　　　　　　　　　　　　　　　　　　　　　　　　　　　مدتی در خانه دل کرد دجای
(It, was settling in the heart for a short while...it,
　　　　　　　　　　　　　　　　　　　مخزن اسرار جان را دید  و رفت
sou'ls  store of secrets was seeing,then it departed)                                                                                            
　　　　　　　　　　　　　　　　　　　　　　　　　　　　　　　　　　رمزهای زندگانی را نوث
(Through the mystries of life, 
　　　　　　　　　　　　　　　　　　　دفتر و طومار خود پیجید و رفت 
it was criss-crossing,it did it accounts and accounting,then it departed) 
　　　　　　　　　　　　　　　　　　　　　　　　　　　　　　　　شد چو از پیچ و خم ره باخبر　  
(All the winding and twisting of the road it learnt, 
　　　　　　　　　　　　　　　　　　　　مقصد تحقیقا را پرسید و رفت 
　for end of our search was asking,then it departed) 
　　　　　　　　　　　　　　　　　　　　　　　　　　　　　جاوه و رونق گرفت از قلب و چشم 
(The heart and eye gave some lustre and shine to it: 
میوه ای از هر درختی چید و رفت  
form each tree fruit it was taking,then it departed.) 
عقل دو راندیش بادل هر چه گفت 
(Whatever was told to heart by far-sighted reason,it istened... 
گوش داد و جماه را بشنید و رفت 
all, it was hearing,then,it departed.) 
گوش داد و جماه را بشنید و رفت 
(It was savouring both the sweet and bitter in life, 
از حوادش باخبر گردید و رفت 
about all of life it was learning...then it departed.) 
قاصد معشوقا بود از کوی عشقا 
(Love's messenger on way to the loved one it was: 
چهره عشاقا را بوسید و رفت 
lover's face farewell was kissing,Then it departed. 
او قتاد اندر تراز وی قفا    
(On the scales of Divine Justice,it fell: 
کاش میگفتند چند ارزید و رفت        
If only its worth,before,it was weighing:then,it departed.                                                                                             
『涙の旅』と題するこの抒情詩(ガザル)は、パルヴィーンのガザルの中でも最高の傑作といわれており、詩集の序文を書いたM・バハールもその中で絶賛しているのは、前に述べた通りである。パルヴィーンの誌の中には『孤児の涙(اشک یتیم)』、『涙の真珠』など、涙を題材とした作品がいくつかみられるが、いずれも涙に対して清楚さといった性格付けがなされている。この詩における涙は、パルヴィーン自身の人間性の象徴であろう。30歳代半ばで、その短い生涯を終えたパルヴィーンが、自分の人生において経験した喜びや苦しみが純粋な人間の感情的な所産であるとすれば、それを超越て存在した彼女の知性や理性というものが涙に表象されている。人生の辛い壁に突き当たっても、屈することなしに生きてこれてのは、理性の光という寄る辺があったためであった。しかし、その理性は決して苦労を忌んで安泰に甘んじることもなかった。そのため、次から次へとわき出るようにふりかかってくる災難にも屈することはなく、しかも、そういった苦労の1つ1つが人生においてどんな意味をもつものかを認識する余裕さえも見せていたのである。自分の心が悲しみに沈んでいたり、様々な誘惑に負けそうになっていたとき、そのような感情的な動揺を距離を隔てた場所から眺め、慰めたり、忠告を与えてくれたりしたのは理性であった。自身が幸福な環境にあると、理性はそれを祝福し、光り輝いていた。理性は感情が誤った道に進もうとするとき、それを制したのだが、感情からも学ぶべきものはあった。パルヴィーンの人生におけるさまざまな経験は、理性を養い、より崇高なものにすることにおいて、決して無駄ではなかったのである。このように、理性に裏付けされて自分を見失うことなく生きてきたパルヴィーンには、最も崇高な理性をもち得るも者、例えば、神秘主義詩における神のような実体から祝福が与えられるのである。
パルヴィーンは、この詩を通して自分の理性や知性の姿を認識し、その価値を高く評価しているといえよう。自分の人生をふり返って、そこにおける理性の存在が詩のテーマとなっているが、これはよく詩人の晩年作に見られる総決算的なものでは決してないはずである。なぜなら、パルヴィーンの死はまことに突然訪れたため、本人にもその予見は可能ではなかったわけで、この詩は自分の理性に信頼と希望を見出し、以後の人生への期待をこめた喜びの詩であるといえよう。
さきにも述べたことだが、パルヴィーンは、周囲の人々から沈思黙考型という性格づけがなされていたように口数が少なく、おとなしい女性であったようだが、
彼女の代表的な詩などを読むと、行間から彼女の叫びが聞こえてくるような感じを受ける。この詩においても、自分の理性に対して自信過剰になっているようなところがなく、ひたむきに詩を通してそれを表現しようとしており、やはり女性の詩であることを感ぜすにはいられない。この詩に対して高い評価があたえられたのも、その言葉の選択や文体の巧みさとともに、そこに吐露されている彼女の感情が読む者に伝わってくるからであろう。彼女は、父ユースフ・エーテサーミーの死に臨んでよんだ詩の中で、自分も死後天国へ行き、そこで親愛なる父と再会することを望み、そのために現世での崇高な精神の獲得に精進せねばならぬと述べていることから、彼女は、そうした目標を現在でも持ち続け、それを完遂させる強い意志があることをこの詩では強調しているようである。このように、彼女の作詩活動においても、彼女の念頭から父の影が失せることはなかったのである。

参考文献
- パルヴィーン･エーテサーミー研究 1974年 テヘラン
- パルヴィーン･エーテサーミー詩集第6版
- 「イラン文学界の輝ける星、パルヴィーン」マハマド・ジャヴァッド・シャリーアト著